# Barbery, Oise
 Barbery  là một xã thuộc tỉnh Oise trong vùng Hauts-de-France phía bắc Pháp. Xã này nằm ở khu vực có độ cao trung bình 86 mét trên mực nước biển.